# Yannick Vignette
Pas d'image ? Cliquez ici

a Compétitions nationales et continentales officielles uniquement.

Dernière mise à jour le 1 février 2023.
Yannick Vignette est entraîneur français de rugby à XV. D'abord avec Thierry Mentières puis avec Jean-Bernard Duplantier, il est l'entraîneur de la Section paloise de 2003 à 2008, date à laquelle il est remercié et remplacé par Conrad Stoltz,. Durant cette période, il mène l'équipe paloise en finale du Challenge européen 2005 qui s'incline sur le score de 27- 3 face aux Sale Sharks au Kassam Stadium. Puis, le club palois est relégué en 2005 en même temps que le RC Toulon. Il est le fils de Bernard Vignette, joueur de la Section paloise qui a remporté le Bouclier de Brennus en 1964.

## Palmarès
- Finaliste du Challenge européen en 2005
- Champion de Belgique 2021-2022 avec le Rugby Club La Hulpe[9]